# 八戸市立是川中学校
八戸市立是川中学校（はちのへしりつこれかわちゅうがっこう）は、青森県八戸市大字是川にある公立中学校。

## 沿革
- 1947年（昭和22年）
  - 4月1日 - 是川村立是川中学校として開校する。是川村立是川小学校に併設。
  - 4月21日 - 開校式挙行[1]。
- 1950年（昭和25年）3月30日 - 校舎新築落成[1]。
- 1954年（昭和29年）
  - 12月1日 - 是川村の八戸市への合併により、八戸市立是川中学校と改称[1]。
  - 12月15日 - 校歌制定[1]。
- 1957年（昭和32年）4月30日 - 体育館落成[1]。
- 1979年（昭和54年）11月14日 - 現在地（八戸市大字是川字細越河原3番地1）に新校舎が完成する。
- 1997年（平成9年）11月26日 - 創立50周年記念式典挙行し、祝賀会開催。
- 2011年（平成23年）4月1日 - 地域密着型教育推進校の指定を八戸市教育委員会より受ける。
- 2017年（平成29年） - 創立70周年を迎える。
- 2020年（令和2年）2月22日 - 木彫展50周年記念式典挙行し、祝賀会開催。

## 生徒数
- 2024年（令和6年）5月1日時点

| 学年 | 1年 | 2年 | 3年 | 特別支援   | 合計 |
| ---- | --- | --- | --- | ---------- | ---- |
| 学級 | 1   | 1   | 1   | 2          | 5    |
| 生徒 | 20  | 22  | 18  | 2 （内数） | 60   |

出典：Gaccom八戸市立是川中学校（生徒数）

## 通学区域
- 八戸市立是川小学校の通学区域
  - 中居
  - 田中
  - 差波
  - 西山
  - 水野
  - 館前
  - 母袋子
  - 岩沢
  - 妻ノ神
  - 志民
  - 風張
  - 是川一丁目から五丁目
  - 是川一丁目東・西・南
  - 是川三丁目南
  - 是川四丁目東・中

## 部活動
- バスケットボール部（男）
- 陸上部（男女）
- 文化部

## アクセス
- 南部バス是川団地線で、「是川中学校前」停留所下車。
  - ただし、南部バス是川団地線は、登校時間帯の運行は無いほか、運行本数も少ない。